# Općina Pesnica
Općina Pesnica (slo.:Občina Pesnica) je općina u sjevernoj Sloveniji u pokrajini Štajerskoj i statističkoj regiji Podravskoj. Središte općine je naselje Pesnica pri Mariboru s 814 stanovnika.

## Zemljopis
Općina Pesnica nalazi se u sjevernom dijelu Slovenije. Općina je brdsko-brežuljkastog karaktera a nalazi se u području Slovenskih Gorica
U općini vlada umjereno kontinentalna klima.
Općinom teče rječica Pesnica. Svi ostali vodotoci su mali i njeni su pritoci.

## Naselja u općini
Dolnja Počehova, Dragučova, Drankovec, Flekušek, Gačnik, Jareninski Dol, Jareninski Vrh, Jelenče, Kušernik, Ložane, Mali Dol, Pernica, Pesnica pri Mariboru, Pesniški Dvor, Počenik, Polička vas, Polički Vrh, Ranca, Ročica, Slatenik, Spodnje Dobrenje, Spodnje Hlapje, Spodnji Jakobski Dol, Vajgen, Vosek, Vukovje, Vukovski Dol, Vukovski Vrh, Zgornje Hlapje, Zgornji Jakobski Dol

## Vanjske poveznice
- Podaci o općini